# Norwegian Prima
Norwegian Prima è una nave da crociera della Norwegian Cruise Line, capofila di sei unità della classe "Prima", in precedenza denominata "Leonardo". È la prima nave costruita da Fincantieri per NCL.

## Storia

### Costruzione
Il 4 agosto 2021, col rito ufficiale per l'allagamento del bacino di costruzione (in inglese float in), che ha visto anche la cerimonia delle monete ovvero la posa di due monete sul ponte più alto, come da antica tradizione marinara; l'11 agosto 2021 la nave è stata battezzata Norwegian Prima, uscendo dal bacino di costruzione (float out) per completare l'allestimento in banchina, lasciandolo libero per la costruzione n. 6299, ossia la nave gemella Norwegian Viva, varata il 2 agosto 2022.
Norwegian Prima esce in mare per la prima serie di prove il 18 giugno 2022; si distingue per l'opera d'arte realizzata sullo scafo che si estende anche alla sovrastruttura anteriore, decorazione ideata dal graffitista italiano Peeta ossia Manuel di Rita. 
Per la progettazione degli interni della nave ci si è affidati all’architetto italiano Piero Lissoni e a importanti studi di architettura quali: Rockwell Group, Smc Design, Tillberg Design of Sweden, Ysa Design e Studio Dado con sede a Miami, che ha concettualizzato e definito l'estetica dei vari ristoranti, cabine e aree pubbliche presenti a bordo.
Il 29 luglio 2022, la nave è stata ufficialmente consegnata dal cantiere alla compagnia, mentre il varo ed il contestuale battesimo sono avvenuti nel pomeriggio del 27 agosto 2022 con Katy Perry in veste di madrina per la consueta cerimonia di rottura della bottiglia.

## Navi gemelle
- Norwegian Viva